# Epimorius
Epimorius é um gênero de mariposa pertencente à família Crambidae.